# Children’s Book Council (Vereinigte Staaten)
Das Children’s Book Council (Akronym: CBC, deutsch „Rat für Kinderbücher“) ist ein 1944 gegründeter Verband von Kinderbuchverlagen in den USA, zu dessen Zielen die Förderung der Lesefähigkeit von Kindern und die Auswahl und Empfehlung von Kinder- und Jugendliteratur für Bildungseinrichtungen gehört. Sitz der Organisation ist New York City.

## Geschichte und Aktivitäten
1919 führte Franklin K. Mathiews, Bibliothekar der Boy Scouts of America, in den USA die Children’s Book Week (Woche des Kinderbuches) ein. Sein Ziel war die Förderung von guten Kinderbüchern und eine erhöhte Aufmerksamkeit für die Alphabetisierung von Kindern. 1944 gründeten eine Gruppe von Kinderbuchlektoren aus verschiedenen Verlagen die Association of Children's Book Editors, der Publishers-Weekly-Redakteur Frederick Melcher die Verantwortung für die Children’s Book Week übertrug.
Nachdem die Association of Children’s Book Editors die Aktivitäten der Children’s Book Week und darüber hinaus ausgebaut hatte, wurde sie in Children’s Book Council (CBC) umbenannt. Nachdem das CBC die Funktionen eines Interessenverbandes für Kinderbuchverlage übernahm, übertrug der Verband die Organisation der Children’s Book Week der eigenen Stiftung Every Child a Reader, einer 501(c) association. Das CBC hat seinen Sitz in New York City.
Das CBC veröffentlicht jährlich verschiedene Empfehlungs- und Bestenlisten für Kinderbücher. Die bekannteste dieser Auszeichnungslisten ist Children’s Choices, die das CBC seit 1975 zusammen mit der International Reading Association durchführt. Die Juroren für Children’s Choices sind 12.000 Kinder in den USA.

## Mitglieder
Das CBC hatte mit Stand August 2012 etwa 70 Verlage als Mitglieder. Davon veröffentlichen folgende Verlage mindestens fünfzig Kinderbücher pro Jahr:
- Candlewick Press, Somerville
- Disney Publishing Worldwide, New York
- DK Publishing, New York
- HarperCollins Children’s Books, New York
- Houghton Mifflin Harcourt Children’s Book Group, Boston
- Little, Brown and Company Books for Young Readers, New York
- Macmillan Children’s Publishing Group, New York
- National Geographic Children’s Books, Washington DC
- Penguin Young Readers Group, New York
- Random House Children’s Books, New York
- Scholastic, New York
- Simon & Schuster Children’s Publishing, New York
- Stone Arch Books, Bloomington